# Zalew Siczki
Zalew Siczki (inaczej Siczki Górne) – zalew na rzece Gzówka, w województwie mazowieckim, w powiecie radomskim, w gminie Jedlnia-Letnisko (15 km na północny wschód od Radomia).
Powstał w 1976. Otaczają go lasy od 1982 tworzące rezerwat przyrody Jedlnia.

## Galeria

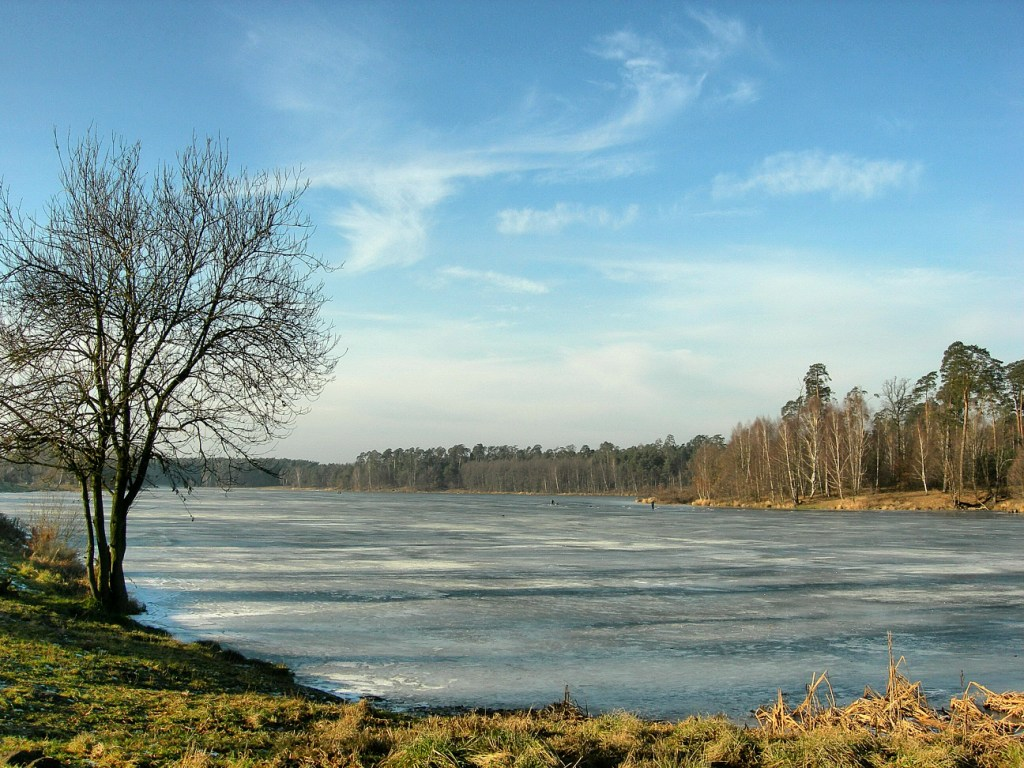
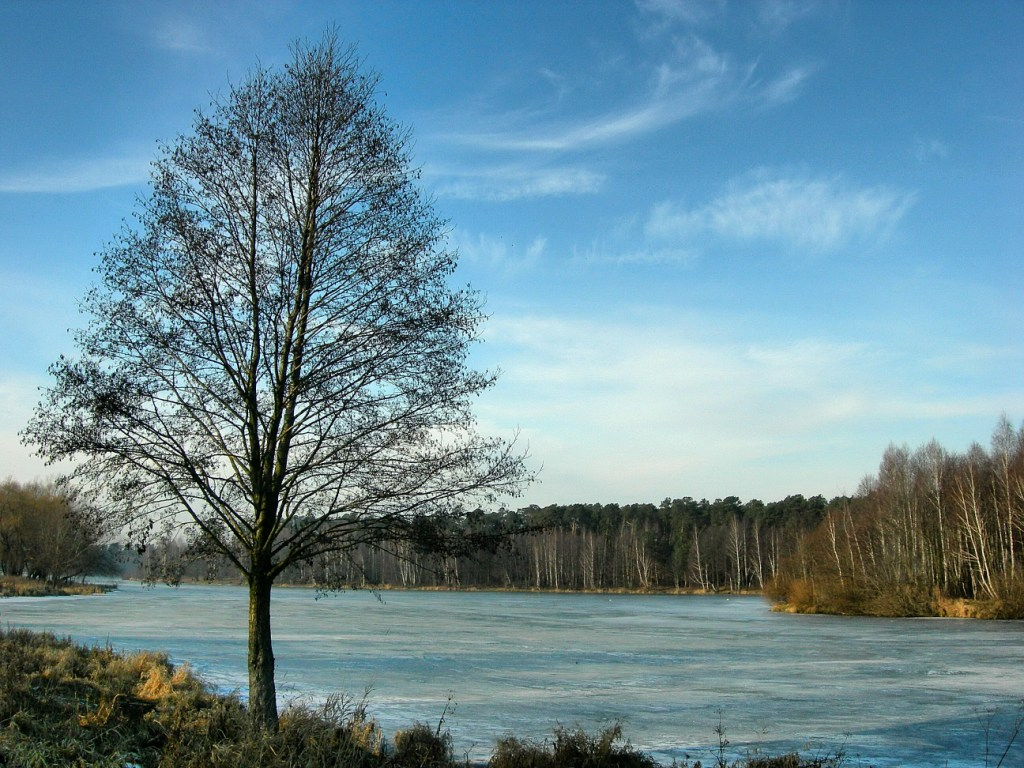
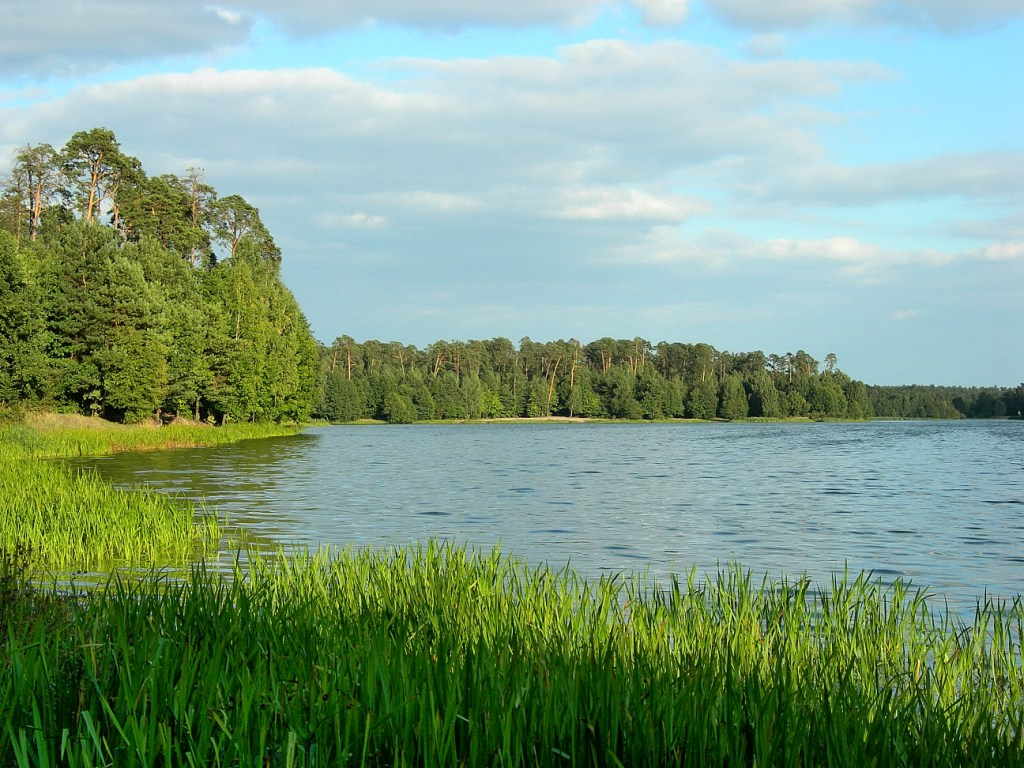